# John Crompton Weems
John Crompton Weems (* 1778 in Waterloo, Calvert County, Maryland; † 20. Januar 1862 im Anne Arundel County, Maryland) war ein US-amerikanischer Politiker. Zwischen 1826 und 1829 vertrat er den Bundesstaat Maryland im US-Repräsentantenhaus.

## Werdegang
John Weems besuchte das St. John’s College in Annapolis und betätigte sich danach unter anderem als Pflanzer. In den 1820er Jahren schloss er sich der kurzlebigen National Republican Party an. Nach dem Rücktritt des Abgeordneten Joseph Kent wurde Weems bei der fälligen Nachwahl für den zweiten Sitz von Maryland als dessen Nachfolger in das US-Repräsentantenhaus in Washington, D.C. gewählt, wo er am 1. Februar 1826 sein neues Mandat antrat. Nach einer Wiederwahl konnte er bis zum 3. März 1829 im Kongress verbleiben. Diese Zeit war von den Streitereien zwischen den Anhängern und Gegnern des späteren Präsidenten Andrew Jackson überschattet. Weems gehörte zu Jacksons Gegnern.
Nach dem Ende seiner Zeit im US-Repräsentantenhaus arbeitete John Weems wieder auf seiner Plantage. Politisch ist er nicht mehr in Erscheinung getreten. Er starb am 20. Januar 1862 auf seiner Plantage Loch Eden im Arundel County.